# François Bécherel
François Bécherel (8 mars 1732 – 25 juin 1815), est un prélat français, évêque de la Manche jusqu'à sa démission en 1801, puis évêque de Valence (Drôme) de 1802 jusqu'à sa mort en 1815. Il fut député du clergé aux États généraux puis député à l'Assemblée constituante en 1789 et créé baron de l'Empire en 1809.

## Biographie

### Origines
François Bécherel est né le 8 mars 1732 à Saint-Hilaire-du-Harcouët (Manche) dans une famille de notables normands. Il est le fils de Julien Bécherel, sieur de la Berterye (1710-1776), négociant et syndic de la corporation des drapiers de Saint Hilaire du Harcouët, et de Jeanne Le Nicolais, fille de Guillaume Le Nicolais et d'Elisabeth de La Huppe de La Brochardière.

### Fonctions

#### SousLouisXVetLouisXVI
Maître ès arts de l'université de Paris, il est ordonné prêtre en 1756 puis devient curé de Saint-Loup dans le diocèse de Coutances. 

#### Durant la Révolution
Le 26 mars 1789 il est élu député du clergé aux États généraux par le bailliage de Coutances puis  à l'Assemblée constituante. Il y siège jusqu'au 20 septembre 1791, dans les rangs du parti avancé, participant peu aux discussions. Il prête serment à la Constitution civile du clergé, suivant l'exemple des ecclésiastiques qui prêtent les serments prescrits par l'Assemblée.
Il devient évêque constitutionnel du diocèse de la Manche le 20 mars 1791. Sa consécration a lieu dans l’église de l’Oratoire de la rue Saint-Honoré à Paris par Lindet, lui-même consacré par Talleyrand.
Pendant la Terreur, il est emprisonné durant huit mois  (du 20 avril 1794 au 14 novembre) pour avoir refusé d'abandonner la prêtrise. Il démissionne de ses fonctions d'évêque en 1801.

#### Du Consulat aux Cent-Jours
Après le Concordat, il devient évêque de Valence en 1802 et le reste jusqu'à sa mort en 1815.
Après la victoire d'Austerlitz, il publie un mandement qui a de l'écho et dans lequel il célèbre la gloire et les vertus de Napoléon.
Au retour des Bourbon en 1814 lors de la brève Première Restauration, il exhorte les habitants de son diocèse à l'union et à la concorde, leur donnant des conseils de prudence et leur demandant d'accepter les faits accomplis et d'oublier le passé.
Il meurt durant les Cent-Jours le 25 juin 1815 dans son diocèse de Valence.
Il a laissé la réputation d'un prélat charitable et pieux.

## Distinctions
- Chevalier de la Légion d'honneur (5 juillet 1804)[4].
- Il est baron Bécherel et de l'Empire avec transmission à l'un de ses neveux, par lettres patentes du 18 juin 1809 [5].

## Armoiries
De gueules à une croix d'argent ; au franc-quartier des barons évêques entouré d'une filière d'or.

## Sources et bibliographie
- Jean Bindet, L'Évêque constitutionnel de la Manche : François Bécherel, Letellier, 1935.
- Vte A. Révérend, Armorial du premier empire : titres, majorats et armoiries concédés par Napoléon Ier, vol. I, Annuaire de la noblesse, 1894-1897.
- Adolphe Robert, Edgar Bourloton et Gaston Cougny, Dictionnaire des parlementaires français, 1889-1891.
- Louis-Gabriel Michaud, Biographie universelle ancienne et moderne, Paris, 1773-1858.